# Nicola Danti
Nicola Danti, né le 6 septembre 1966 à Pelago, dans la province de Florence, est un homme politique italien.

## Biographie
Conseiller régional de la Toscane, Nicola Danti est élu député européen pour la VIIIe législature (2014-2019) en juin 2014. Il est réélu en 2019. En octobre 2021, il est élu Vice-Président du Groupe Renew Europe.